# پاول هنکلس
پاول هنکلس (آلمانی: Paul Henckels؛ ۹ سپتامبر ۱۸۸۵ – ۲۷ مهٔ ۱۹۶۷) یک هنرپیشه اهل آلمان بود. 
از فیلم‌ها یا برنامه‌های تلویزیونی که وی در آن نقش داشته است می‌توان به رامبرانت، درود بر مریم مقدس، پیمان‌شکنی، ترور اشاره کرد.